# واسیلی بلوف
واسیلی ایوانوویچ بلوف (به روسی: Васи́лий Ива́нович Бело́в) ‏ (۲۳ اکتبر ۱۹۳۲–۴ دسامبر ۲۰۱۲) نویسنده بزرگ روسیه که در مورد زندگی روستایی روسیه می‌نوشت.

## زندگی‌نامه
واسیلی بلوف در ۲۳ اکتبر ۱۹۳۲ در خانواده‌ای فقیر در روستای «تیمونی خا» بخش «وولوگدا» به دنیا آمد و پس از کشته شدن پدرش در جنگ جهانی دوم، همزمان با تحصیل در مدرسه به خانواده در تأمین مخارج زندگی کمک می‌کرد. او که در آغاز تحصیلات مهندسی داشت پس از انتشار اشعاری در روزنامه‌های ادبی، برای ادامه تحصیل در انستیتو ادبیات ماکسیم گورکی در مسکو عازم این شهر و در سال ۱۹۶۴ از این انستیتو فارغ‌التحصیل شد. اولین مجموعه شعر او به نام «روستای جنگلی کوچک من» سال ۱۹۶۱ منتشر شد، اما این پس از انتشار و موفقیت چشمگیر اولین رمان بلوف با عنوان «کسب و کار مثل همیشه است» در سال ۱۹۶۶ بود که بسیاری سراغ مجموعه شعر بلوف رفتند.
واسیلی بلوف که به سبب نوع نگاه خود به جوامع روستایی و روابط انسان‌ها در روستاها یکی از پیشگامان ادبیات و داستان‌های روستایی (ادبیاتی که ارزش‌های روستایی‌نشینی را تکریم می‌کند و مخالف شهری شدن است) در روسیه محسوب می‌شود از سال ۱۹۶۴ در وولوگدا زندگی می‌کرد. «یک چیز معمولی» از معروف‌ترین داستان‌های اوست که در سال ۱۹۶۶ برنده جایزه دولتی اتحاد جماهیر شوروی شد. «داستان جار»، «نظم»، «همه چیز پیش روست» (۱۹۸۶)، «سال شکست بزرگ» (۱۹۹۱–۱۹۸۹) و «ساعت ششم» از آثار مطرح این نویسنده هستند که تاکنون بیش از یک میلیون نسخه از کتاب‌هایش به فروش رفته‌اند.

## درگذشت
بلوف روز سه‌شنبه شب ۴ دسامبر ۲۰۱۲ در سن ۸۰ سالگی در شهر وولوگدا درگذشت و روز جمعه در زادگاهش در «تیمونی خا» به خاک سپرده شد.
ولادیمیر پوتین رئیس‌جمهور روسیه و دیگر مقامات این کشور مرگ بلوف را تسلیت گفتند. دمیتری مدودف نخست‌وزیر روسیه نیز در بیانیه‌ای گفت:
«آثار او ما را انسان‌های مهربان‌تر و نیکوتر می‌ساخت.»

## افتخارات و جوایز
بلوف در شوروی سابق اغلب جوایز مهم ادبی را از آن خود ساخت که می‌توان از جمله آن‌ها به جایزه دولتی اتحاد جماهیر شوروی، نشان لنین، نشان سرخ کارگری و نشان درجه چهار خدمت به میهن اشاره نمود.

## آثار
- ۱۹۶۱ «روستای جنگلی کوچک من» (Деревенька моя лесная)
- ۱۹۶۶ «کسب و کار مثل همیشه است» (Привычное дело)
- «یک چیز معمولی» ۱۹۶۶ (برنده جایزه دولتی اتحاد جماهیر شوروی)
- «داستان جار»
- «نظم»
- ۱۹۸۶ «همه چیز پیش روست» (Всё впереди)
- ۱۹۹۱–۱۹۸۹ «سال شکست بزرگ» (Год великого перелома)
- «ساعت ششم»
- «ماه عسل»